# Tamedit
Tamedit (franska: Tamedit (CR), Tamedit (Commune Rurale), arabiska: تمضيت) är en kommun i Marocko.   Den ligger i provinsen Taounate och regionen Fès-Meknès, i den nordöstra delen av landet, 250 km öster om huvudstaden Rabat. Antalet invånare är 21 453.